# Kołaczkowo (gmina)
Pour les articles homonymes, voir Kołaczkowo.
Kołaczkowo est une gmina rurale du powiat de Września, Grande-Pologne, dans le centre-ouest de la Pologne. Son siège est le village de Kołaczkowo, qui se situe environ 14 km au sud de Września et 82 km au sud-est de la capitale régionale Poznań.
La gmina couvre une superficie de 115,95 km2 pour une population de 6 097 habitants en 2006.

## Géographie

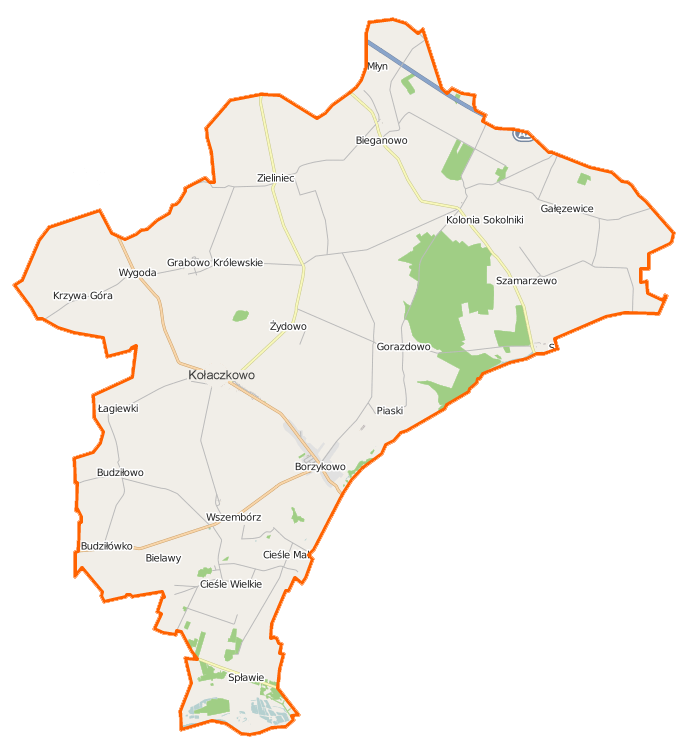
Plan de la gmina.

La gmina inclut les villages de :
- Bieganowo
- Borzykowo
- Budziłowo
- Cieśle Małe
- Cieśle Wielkie
- Gałęzewice
- Gorazdowo
- Grabowo Królewskie
- Kołaczkowo
- Krzywa Góra
- Łagiewki
- Sokolniki
- Spławie
- Szamarzewo
- Wszembórz
- Zieliniec
- Żydowo

### Gminy voisines
La gmina de Kołaczkowo est bordée des gminy de :
- Lądek
- Miłosław
- Pyzdry
- Strzałkowo
- Września
- Żerków

## Structure du terrain
D'après les données de 2002, la superficie de la commune de Kołaczkowo est de 115,95 km2, répartis comme tel :
- terres agricoles : 86 %
- forêts : 7 %

La commune représente 16,47 % de la superficie du powiat.

## Démographie
Données du 30 juin 2004 :
| Description        | Total  | Total | Femmes | Femmes | Hommes | Hommes |
| ------------------ | ------ | ----- | ------ | ------ | ------ | ------ |
| Unité              | Nombre | %     | Nombre | %      | Nombre | %      |
| population         | 6 123  | 100   | 3 096  | 50,6   | 3 027  | 49,4   |
| Densité (hab./km²) | 52,8   | 52,8  | 26,7   | 26,7   | 26,1   | 26,1   |